# Пришельцы (фильм)
«Пришельцы» (фр. Les Visiteurs — «Визитёры») — французский комедийный кинофильм режиссёра Жана-Мари Пуаре. Главные роли в картине исполнили Жан Рено, Кристиан Клавье, Валери Лемерсье, Мари-Анн Шазель и Кристиан Бюжо.
В фильме рассказывается о двух средневековых жителях, графе Годфруа де Монмирае и его слуге Жакуе, волшебным образом переместившихся во времени, чтобы исправить трагическую ошибку. Но в результате промаха волшебника, вместо того чтобы вернуться назад во времени на несколько дней, они переносятся из XII века в конец XX века.
Бюджет фильма составил 50 миллионов франков, у экранов он собрал почти 14 миллионов зрителей и занял первое место во французском прокате в 1993 году. Фильм также занимает пятое место в списке самых кассовых картин Франции за всё время.
Фильм получил восемь номинаций на премию «Сезар», но в конечном итоге получила приз только Валери Лемерсье как «лучшая актриса второго плана».
Картина имеет открытый финал, благодаря чему после успеха было снято логическое продолжение «Пришельцы 2: Коридоры времени» (1998), затем последовал фильм «Пришельцы 3: Взятие Бастилии» (2016).

## Сюжет
Королевство Франция, 1123 год. Людовик VI Капет, прозванный «Толстым», ведёт войну со своим кузеном, Генрихом I Боклерком, герцогом Нормандским и королём Английским. Король окружил себя верными рыцарями, что не знали страха, ибо верили как в Высшие Силы, так и в Силы Зла. Шевалье Годфруа Амори де Мальфет, которому Людовик VI пожаловал титул «граф де Монмирай, Д’Апремон и де Папенкур» и нарёк прозвищем «Отважный» (в другом переводе — «Смелый») после спасения своей жизни в сражении при Монлери, сопровождает своего монарха на свидание с племянницей Генриха I по имени Кэт. Однако Генрих быстро настигает их, бьёт Кэт в лицо, а её гувернантку убивает из арбалета. Годфруа и Людовику удаётся чудом спастись на скакуне девушки, в то время как французских лошадей в панике увёл оруженосец Годфруа, батрак Жакуй по прозвищу «Пройдоха» (в другом переводе — «Обалдуй)». В ущелье их настигают англичане во главе с «Английским Зверем», очень высоким рыцарем, способным прятать голову под доспех, чтобы не лишиться её в бою. Однако от меча Годфруа ему увернуться не удаётся и, поражённые смертью рыцаря, солдаты англичан убегают.
В ставке армии Годфруа отчитывает Жакуя за трусость, а после получает очередной подарок от короля: памятуя о желании рыцаря дать потомство, он представляет ему восемь дней для того, чтобы жениться на одной из самых красивых женщин королевства и отдаёт ему в жёны Френегонду, единственную дочь герцога Фульберта де Пуя, в которую рыцарь давно влюблён. Желая как можно быстрее обвенчаться, Годфруа, невзирая на опасение своей свиты, решается пойти через Малькомбский лес, печально известный рассказами об обитающих в нём привидениях и местной ведьме. К вечеру рыцарь и его люди действительно находят хижину колдуньи, где в окружении окрестных крестьянок она успешно проводит тёмный ритуал по возвращению одной из них молодости. Годфруа врывается в хижину и захватывает ведьму, чтобы публично сжечь её на костре.
Когда до Замка Монмирай доходит весть о скорой женитьбе, мать Годфруа, Тибо де Монфокон, устраивает пиршество, на котором собрались также и герцог де Пуй с дочерью, ожидая прибытия графа. Герцог не скрывает, что если бы не королевский указ, то отдал бы дочь за сына герцога Монморанси, а когда дозорные трубят в рог о приближении Годфруа, бежит за Френегондой, которая бросилась к возлюбленному. Пока Годфруа меняет латы на парадные одежды, ведьма подливает рыцарю во флягу зелье, от которого тому мерещится, что за Френегондой гонится медведь, в результате чего де Монмирай убивает своего будущего тестя стрелой из арбалета.
На похоронах отца опечаленная Френегонда отменяет свадьбу и решается принять постриг, так как любовь к Годфруа не угасла, но за убийцу отца она выйти не может. Рыцарь в ответ объявляет о принятии целибата. Когда все покинули церковь, Жакуй, всё это время отгонявший мух от трупа герцога, снимает с него все драгоценности, а после прячет в статуе за алтарём. Вернувшийся за ним Годфруа требует у слуги найти волшебника Эвсебия, ранее служившего его отцу. Волшебник говорит, что может вернуть герцога к жизни, минуя некромантию: по его словам, время — это «гора, изрытая коридорами», а Эвсебию известна формула, которая открывает один из них, дабы Годфруа смог вернуться в момент, предшествующий трагедии и получить возможность изменить исход событий, но только если в нём окажется достаточно силы воли, чтобы изменить направление стрелы арбалета. Жакуй, верящий в сплетни о том, что старик давно выжил из ума, предостерегает господина не пить сваренное им зелье, а два верных рыцаря Годфруа, Ангерран Меченый и Ганелон, угрожают замуровать волшебника с его колдовской книгой в подземелье, если с Годфруа что случится. Рыцарь, не до конца доверяя магии, даёт Жакую первому отведать зелья, и, убедившись, что это не яд (хотя Жакуй сравнил вкус с поросячьим дерьмом), пьёт сам. Эвсебий произносит заклинание: «Per Horus et per Rha et per Solem Invictus duceres», во время чего Годфруа и Жакуй испытывают боль, их лица становятся гротескными, а после Годфруа взрывается, превратившись в хрустальную статую, а Жакуй падает на землю кучей фекалий. Эвсебий радуется, что всё сработало, но когда Ганелон наступает на тухлые яйца, колдун объят ужасом, ведь забыл добавить в зелье перепелиные яйца, а значит, точно не знает, куда Годфруа и Жакуй отправились.
Годфруа и Жакуй приходят в себя в дремучем лесу и понимают, что что-то пошло не по плану. Обалдуй идёт на разведку и быстро выходит на странную серую дорогу, пересекающую поле, а после нападает на диковинную повозку, которую водит «сарацин». Впоследствии Годфруа и Жакуй разбивают мечами почтовый пикап, а чернокожий водитель убегает в панике от «кучки психов». Прихватив пасущегося на поле коня, двое добираются до придорожного кафе, где крадут прямо с гриля пару недожаренных кусков мяса и привлекают к себе внимание побирающейся неподалёку бомжихи, слегка «поехавшей» бывшей хиппи, Жанетт Санкле, посчитавшей странно одетых людей артистами и решившей, что те могут ей помочь с раскруткой. Годфруа и Жакуй уже собрались уходить, когда Жанетт решила спеть свою песню, привлекая к себе внимание повара, посчитавшего, что это она украла у него мясо. Всё это выливается в перепалку между рыцарем и владельцами кафе, закончившуюся бегством, когда менеджер начал стрелять в из ружья. И если Жанетт прихватила перепуганного Жакуя с собой, Годфруа садится на лошадь и скачет что есть мочи, крича «Montjoie Saint Denis!». 
При виде грузовиков, поездов, самолётов у пришельцев не остаётся сомнений, что они оказались не в прошлом, а в далёком будущем. В этом времени Годфруа всё непонятно, кажется враждебным, во всём чудятся козни Сатаны. В бешеной скачке Годфруа врывается в ближайшую церковь и, попросив у местного священника убежища, пытается разобраться в том, что случилось. Годфруа понимает весь ужас происходящего, увидев дату на календаре: 27 октября 1992 года. Когда рыцарь представляется, перепуганный отец Эрве звонит единственному живущему в округе родственнику рода Монмирай — Беатрис Гуляр де Монмирай. Её прибытие усугубляется тем, что она как две капли воды похожа на Френегонду, от чего Годфруа теряет голову и лезет к ней с нежностями. Поняв, что Беатрис — его дальняя правнучка, он просит её найти мага, чтобы тот вернул его в родную эпоху. Однако Беатрис, приняв его за обычного сумасшедшего, вызывает полицию. Приехавшие жандармы задерживают Годфруа, а внештатный психиатр, доктор Бавен, накачивает его успокоительным.
Уже дома, просматривая старые альбомы семьи, Беатрис узнаёт в пришельце фамильные черты, передающиеся потомкам Годфруа по мужской линии, и считает его Юбером де Монмираем — своим кузеном-автогонщиком, пропавшим без вести на Борнео. Чтобы быть уверенной, Беатрис звонит в Шато де Монмирай, перестроенное из замка в усадьбу во времена Директории. Теперь это отель под руководством Жака-Анри Жакара, потомка Жакуя Пройдохи. Однако Жакар не настроен оказывать помощь Беатрис, так как у помешанного на чистоте и порядке управляющего забот полон рот: в отеле нет горячей воды, его жёлтый льняной костюм испорчен дизельным топливом при ремонте, а один из арендовавших отель для симпозиума своего банка братьев Берне, Эдгар, постоянно передаёт свои жалобы через помощницу, которая то и дело угрожает судебными исками. Позже к воротам дома Беатрис приходят Жакуй и Жанетт, которая решила, что Жакуй и Годфруа — каскадёры, а также, из-за сумбурного рассказа Жакуя о сорванной свадьбе, что Беатрис изменила графу со своим нынешним супругом, дантистом Жан-Пьером Гуляром. А уж когда Жакуй падает к ней в ноги и называет «госпожой», считает что Жакуй и её любовник тоже. Сама же Беатрис удивляется странному сходству Жакуя с Жакаром, но убеждается, что заключённый в лечебнице — её пропавший кузен.
Хотя дорога усложняется тем, что средневековый организм тяжело переносит высокие скорости автомобиля и Жакуя всё время рвёт, Беатрис, Жакуй и Жан-Пьер приезжают в лечебницу за Годфруа, где доктор Бавен удивляется невосприимчивости рыцаря к снотворным препаратам и убеждается, что у него классическая амнезия. Беатрис испытывает странное тяготение к Годфруа, а Жан-Пьер начинает ревновать жену к её кузену, подозревая, что ранее у них был роман. На выходе из больницы Годфруа поясняет своему оруженосцу суть происходящего и говорит, что их единственный способ вернуться домой — найти записи Эвсебия, которые Ганелон обещал замуровать вместе со стариком в подземелье замка. Далее Годфруа ждут всё большие потрясения: дом Гуляров он воспринимает «жалкой лачугой», а увидев фотографию замка, не понимает, как истории о подземельях стали «легендой о сокровищах». Жан-Пьер же всё больше недоволен роднёй жены: сначала Годфруа и Жакуй начинают мыть руки в унитазе, приняв его за колодец; пугаясь телефонного звонка, роняют семейный сервиз, вдобавок Жакуй оглушает Эдгара Берне горном, не понимая звуков из телефонной трубки, и сжигает зонтик Беатрис, пытаясь на нём зажарить окорок. 
Начавшийся ужин не обходится без эксцессов: Годфруа силой приходится посадить Жакуя за стол (по средневековым обычаям, только знать может есть за столом, а крестьяне едят то, что им бросят), а после приходится бороться с устроенным пришельцами потопом, так как открытый для них Беатрисой кран с водой никто не закрыл. В разгар ликвидации последствий к Жан-Пьеру прибывает Жакар вместе с Берне и его помощницей, так как флюс банкира, из-за которого звонил Жакар дантисту, от оглушения и ушных капель загноился. Наконец увидев Жака-Анри Жакара, «плебея, что забрал замок у Монмираев», Годфруа в ужасе, ведь новый владелец замка — потомок его оруженосца. Все, видя сходство между Жакуем и Жакаром, считают их братьями. Чтобы «восстановить справедливость», Годфруа высыпает перед Жакаром кошель золотых гульденов, говоря, что это скромный задаток, и что у него ещё 10 сундуков золота и 5 шкатулок самоцветов. Жакар со скандалом покидает дом Гуляров, грубо отказывая Годфруа в продаже замка. Утешением от потрясений за день для графа Монмерай становится вид детей Беатрис, показывая, что его мечта о потомстве пережила его на века вперёд, а после вместе с Жакуем (который не мылся уже как два месяца) моется в ванне, высыпав туда все соли, а также флакон Chanel Nº 5 за 6000 франков.
Чтобы понимать до конца, с какой эпохой имеет дело, Годфруа приходит к Беатрис глухой ночью и просит рассказать ему историю страны за последние 800 лет. Его удивляет, что его деяния по спасению короля оказались забыты, а единственный потомок, оставивший след в истории — Гонзаг де Монмирай, депутат Учредительного собрания и лучший друг Лафайета, выступавший за отмену привилегий и за наделение крестьян землёй, был обезглавлен Робеспьером. Во время ночных разговоров Беатрис замечает перстень на руке «кузена», и узнав в нём перстень Смелого, считает, что тот украл его из замка, отчего утром везёт его с Жакуем в отель, чтобы вернуть драгоценность без правовой волокиты.
Факт того, что два перстня существуют в одной временной линии, приводит к парадоксу. Чем ближе Беатрис везёт пришельцев к замку, тем хуже становится погода, а тянущиеся друг к другу кольца начинают гореть, от чего в библиотеке замка случается небольшой пожар прямо во время семинара банкиров. Погода нормализуется, когда кольца объединяются в одно, при этом сделав дыру в крыше машины Беатрис, разбив окно в библиотеке, а уже как «единое целое» — сжигают новый Range Rover Жакара. Пришельцы сразу направляются в шато, чтобы найти вход в подземелье. Жакар уже готов выставить их вон, но Беатрис решается снять два номера отеля, считая, что это поможет Юберу вернуть память. Менеджер отеля, Жаклин, приводит Годфруа и Жакуя в «Комнату Смелого», бывшие покои Годфруа и единственное место, где осталась последняя часть средневекового замка — камин. Выгнав менеджера вон, пришельцы быстро находят вход в катакомбы, но когда Беатрис и Жакар туда приходят, то не находят никого, а после Годфруа и Жакуй появляются в камине все в грязи и выдумывают историю о коме сажи, из-за которого они не смогли разжечь огонь. Жакар не верит в это, но встав под дымоход, сам оказывается в ней и обещает уволить трубочиста. 
Отослав Жакуя за факелом, Годфруа показывает правнучке тайный ход, и та считает, что у них есть шансы найти старые сокровища. Добравшись до лаборатории Эвсебия, Годфруа сразу находит книгу, но та давно истлела. Недалеко оттуда, едва не упав в пропасть, Беатрис находит очень свежий листок бумаги, где некто просит приехать Годфруа по городскому адресу, в квартиру мистика Фердинанда Евсеба. Прибыв туда, Годфруа встречается с больным стариком, который говорит, что он потомок мага Эвсебия, и что он 30 лет ждал прихода графа, чтобы передать ему зелье, благодаря которому Годфруа и Жакуй вернутся в свою эпоху, ибо если до полуночи они этого не сделают, Коридоры Времени закроются на 33 года, и их судьбы изменятся: род Монмираев прервётся на Годфруа, ведь он не женится и не будет иметь потомков, а Эвсебия до смерти запытают рыцари из свиты Годфруа.
Тем временем, пока Жакуй искал факел для своего сеньора, он проговаривается помощнице Берне о своих родителях: что его мать Гвиндолина была разорвана волками, когда отец отправился пить в таверну, где напился, а после пьяным замёрз в пруду. Это приводит к тому, что все в отеле считают отца Жакара алкоголиком. После оруженосец вновь встречает Жанетту, перед которой хвастается, что его потомку принадлежит отель и что сам он вельможа. Попытка воссоединения семейства заканчивается тем, что Жакар спускает на них собак, чьей жертвой, однако, оказывается Жан-Пьер, приехавший к Беатрис из-за приглашения братьев Берне на банкет. Добравшись до часовни, Жакуй находит спрятанные им в 1123 году драгоценности герцога де Пуя.
Вернувшись от Фердинанда, Годфруа получает сообщение от Жакуя, который звонит ему по телефону. Оруженосец желает остаться в будущем вместе с Жанетт, которой предложил брак. Сам Жакуй уже вовсю спускает деньги с продажи драгоценностей де Пуя, купив себе и избраннице новую одежду и роскошную машину и отдыхая в боулинге. Чтобы избежать возможных проблем при возвращении без Жакуя, Годфруа пугает его тем, что если до полуночи он не вернётся с ним в прошлое, он сгниёт живьём — он, дескать, уже чует исходящий из его рта гнилостный смрад — и бросает трубку. Жакуй дышит на одного из официантов, и тот шарахается от него, как от чумного. 
В своих покоях Годфруа готовится к ритуалу, в ходе чего врываются Жакар и сержант полиции Жибон: один, чтобы утвердить свои права на клад в подземельях замка, а Жибон, чтобы задержать Годфруа, считая, что эликсир Эвсебия — наркотики. Рыцарь сажает обоих в клетки в катакомбах пичкает снотворным, чтобы не путались под ногами.
Вечером братья-банкиры устраивают банкет, на который приглашают Беатрис и Годфруа как представителей аристократии. Годфруа является в рыцарском облачении с гербом на груди и шокирует присутствующих рассказами о средневековых пиршествах, которые были не в пример пышнее и не обходились без жонглеров, менестрелей и блудниц. Но даже после рассказа о даме, которую пришлось швырнуть в ров с ледяной водой из-за того, что на ней загорелся парик, присутствующие ничего не подозревают и всё ещё считают его кузеном Юбером.
Жакуй и Жанетт врываются на банкет, и Жакуй за столом публично чистит зубы зубной пастой, чтобы продемонстрировать, что от гниения можно спастись. В ярости Годфруа хватает за шкирку оруженосца и отбрасывает прочь Жанетт, которая приземляется на соседний стол и отправляет полную супницу на голову одного из братьев Берне. 
В своём номере Годфруа пытается напоить Жакуя зельем, но тот, симулировав приступ боли, в корчах падает на кровать, чтобы выиграть время. В этом ему помогает визит Беатрис, требующей от «кузена» объяснений. Пока Годфруа за дверью в очередной раз пытается убедить её, что он её предок, а не кузен Юбер, Жакуй, услышав из открытого камина причитания Жакара, пытающегося не заснуть, вытаскивает его из клетки, переодевает в свою куртку и кепи и оставляет на кровати. Годфруа возвращается в номер, ведя за собой Беатрис, поит "Жакуя" зельем и читает заклинание Эвсебия. Тот корчится и исчезает во вспышке света.
Наконец объяснившись, Беатрис говорит, что не сможет теперь жить, как раньше, на что Годфруа просит забыть о нём и поцеловать своих детей от лица их далёкого предка, и признаётся, что их встреча — лучшее, что с ним случилось. Когда Годфруа де Монмирай возвращается в прошлое, ворвавшиеся жандармы бегут в катакомбы за Жакаром и Жибоном, а Беатрис пытается объяснить мужу, что Годфруа и Жакуй исчезли навсегда. Внезапно появляется Жакуй в костюме Жакара. Беатрис с ужасом понимает, что Годфруа отправил в прошлое не того.
Годфруа возвращается в прошлое за мгновение до того, как его стрела убила герцога де Пуя. Помня советы Эвсебия, что если воля его будет сильна, он изменит направление стрелы, рыцарь вбирает в себя всю силу и веру, какая есть, и за секунду до рокового попадания перенаправляет арбалет в сторону ведьмы. Всё вернулось на круги своя: Годфруа и Френегонда целуются, а после скачут в замок на свадьбу. Всё, да не всё. Не видя разницы, Годфруа Отважный отдаёт для чистки свой арбалет не Жакую Пройдохе, а Жаку-Анри Жакару — Пришельцу из будущего.

## В ролях
- Жан Рено — Годфруа Амари де Мальфет, граф де Монмирай де Апремон де Папенкур (граф Годфруа Отважный)[фр.]
- Кристиан Клавье — Жакуй Пройдоха / Жак-Анри Жакар
- Валери Лемерсье — Френегонда де Пуй / Беатрис Гуляр де Монмирай
- Кристиан Бюжо — Жан-Пьер Гуляр
- Мари-Анн Шазель — Жанетт Саркле
- Дидье Пэн[фр.] — король Франции Людовик VI Толстый
- Жерар Сети[фр.] — Эдгар Берне
- Изабель Нанти — секретарь Эдгара Берне
- Пьер Виаль — маг Эвсебиус / монсеньор Фердинанд Эвсеб
- Жан-Поль Мюэль[фр.] — старший сержант Гиббон
- Ариель Семенофф[фр.] — Жаклин
- Мишель Пейрелон[фр.] — Эдуард Берне
- Тара Гано — Ведьма
- Франсуа Лаланд[фр.] — священник отец Эрве
- Дидье Бенюро[фр.] — интерн Бавен
- Жан-Люк Карон — Ганелон
- Анна Гейлор[фр.] — Тибоде де Монфокон, мать Годфруа
- Эрик Аверлан[фр.] — толстый монах
- Давид Габисон[фр.] — метрдотель
- Патрик Бюржель[фр.] — герцог Фульберт де Пуй, отец Френегонды
- Стефани Мари — Принцесса Кэт
- Поль Бэнди[фр.] — король Англии и герцог Нормандский Генрих I

## Музыка
Музыка к фильму написана Эриком Леви, лидером проекта «Era». В фильме звучат композиции, написанные Леви ещё до основания Era и вошедшие позднее в его альбомы.

## Премии и номинации
- 1994. Премия «Сезар»
  - Лучшая женская роль второго плана (Валери Лемерсье)
- номинации на премию «Сезар»
  - В 8 категориях, в том числе лучший фильм, лучшая режиссёрская работа и лучшая мужская роль (номинировались Кристиан Клавье и Жан Рено)